# Старий Синташ
Старий Синта́ш (рос. Старый Сынташ, башк. Иҫке Һынташ) — присілок у складі Благоварського району Башкортостану, Росія. Входить до складу Кучербаєвської сільської ради.
Населення — 37 осіб (2010; 47 в 2002).
Національний склад:
- башкири — 70 %
- татари — 28 %